# Ủy ban Cố vấn Hàng không Quốc gia Hoa Kỳ
Ủy ban Cố vấn Hàng không Quốc gia (tiếng Anh là National Advisory Committee for Aeronautics) là một tổ chức liên bang của chính phủ Hoa Kỳ, được thành lập vào ngày 3 tháng 3 năm 1915 với mục tiêu nghiên cứu sâu vào công nghệ hàng không cũng như ngành hàng không vũ trụ. Vào ngày mùng 1 tháng 10 năm 1958, đạo luật Hàng không và Vũ trụ quốc gia được thông qua, tổ chức bị giải thể. Mọi tài liệu và thông tin liên quan đều được chuyển tới NASA.